# Benjamin Perry
Benjamin Jefrey „Ben“ Perry (* 7. März 1994 in St. Catharines) ist ein ehemaliger kanadischer Radrennfahrer.

## Sportlicher Werdegang
Nachdem Perry 2014 die kanadischen U23-Meisterschaften im Straßenrennen gewonnen hatte, wurde er zur Saison 2015 Mitglied im UCI Continental Team Silber Pro Cycling, für das er zwei Jahre fuhr. In dieser Zeit gewann er noch zweimal die nationalen Meisterschaften in der U23 sowie im Kriterium in der Elite. Bei Rundfahrten gewann er jeweils eine Etappe bei der Tour de Beauce und dem Grand Prix Cycliste de Saguenay.
Zur Saison 2017 wechselte er zur Israel Cycling Academy. Für sein neues Team gewann er 2018 eine Etappe der Baltic Chain Tour. 2020 wechselte er in das UCI Continental Team der Israel Cycling Academy und gewann eine Etappe der Tour de Korea. Zur Saison 2021 wurde er Mitglied im UCI WorldTeam Astana-Premier Tech, jedoch musste er bereits nach einem Jahr das Team verlassen und wechselte zum britischen Continental Team WiV SunGod. Nach einem weiteren Jahr wurde er 2023 Mitglied im Team Human Powered Health, bei dem er auch ohne nennenswerte Ergebnisse blieb.
Nachdem auch sein neues Team nach der Saison 2023 aufgelöst worden war, beendete Perry im Alter von 29 Jahren seine Karriere als Radrennfahrer.

## Erfolge
2012
- Bergwertung Aubel-Thimister-Stavelot

2014
- Kanadischer Meister – Straßenrennen (U23)

2015
- Bergwertung Tour of Alberta
- eine Etappe Tour de Beauce
- Kanadischer Meister – Straßenrennen (U23)
- Kanadischer Meister – Kriterium

2016
- eine Etappe, Punktewertung und Nachwuchswertung Grand Prix Cycliste de Saguenay
- Kanadischer Meister – Straßenrennen (U23)

2017
- eine Etappe Baltic Chain Tour

2018
- Bergwertung Tour de Beauce

2019
- eine Etappe Tour de Korea